# Swift Ditch
Der Swift Ditch ist ein Nebenarm der Themse in England, der früher der Hauptschifffahrtsweg des Flusses war. Mit dem Fluss zusammen bildet er Andersey Island bei Abingdon.
Schon 955 bis 963 bauten die Mönche der Abingdon Priory einen Kanal zur Abtei aus der Richtung des Swift Ditch. Es gibt auch Hinweise darauf, dass der heutige Flussverlauf schon 1060 existierte. Jedoch blieb der Swift Ditch die schnellere Verbindung und eine Schleuse wurde unter der Aufsicht der Oxford-Burcot Commission 1624 gebaut. 1788 verlangten verschiedene Bürger Abingdons die Verlegung der Schifffahrtsroute an ihre heutige Stelle und das Abingdon Lock wurde gebaut. Innerhalb von 10 Jahren wurde auch der Wilts & Berks Canal an den heutigen Hauptarm angeschlossen.

## Brücken
Der Swift Ditch wird von drei Brücken überquert. Die erste Culham Bridge wurde zur gleichen Zeit wie die Abingdon Bridge gebaut. Die Culham Bridge wurde durch eine moderne Brücke ersetzt. Eine hölzerne Fußgängerbrücke führt den Themsepfad.